# Венгрув
Венгрув, також Ве́нгрів (пол. Węgrów) — місто в східній Польщі, Мазовецьке воєводство, Венгровський повіт. Адміністративний центр повіту. Розташоване на річці Лівець. Виникло у XIV ст. як оселення Дорогичинської землі на межі Підляшшя і Мазовії. Права міського самоврядування отримало 1441 р. від мазовецького князя Болеслава IV. У 1446—1569 рр. належало Литві. Тривалий час було приватним містом, яким володіли Угровські, Радзівіли, Кішки. З середини XVI ст. стало одним із найбільших польських центрів протестантизму (кальвінізму, лютеранства, неоаріанства) та польського єврейства. У 2-й пол. ХІХ ст. більшість населення становили юдеї.

## Назва
- Венгрув, або Ве́нґрув (пол. Węgrów)[3] — польська назва.
- Ве́нгрів[4][5][6], або Угрів[7] — українська назва.

## Історія

### Між Польщею і Литвою
Венгрів утворився як поселення на кордоні Підляшшя і Мазовії. Він розвинувся в урбаністичний центр у XIV ст. завдяки зусиллям колоністів-мазурів, й тривалий час був яблуком розбрату між Великими князівством Литовським і Мазовецьким князівством. У XV ст. Венгрів перебував під владою останнього, про що свідчить згадка в джерелі 1414 р., де зазначено заснування місцевої парафіяльної церкви.
Розташування Венгріва на торговому шляху до Русі сприяло швидкому процвітанню містечка. Воно входило до складу Дорогичинської землі Підляського воєводства.
1441 року мазовецький князь Болеслав IV дарував Венгріву міське самоврядування на основі кульмського права. Проте 1446 року князь продав місто великому князю литовському Казимиру Ягеллончику, внаслідок чого Венгрів увійшов до складу Литви. Після Люблінської унії 1569 року й передачі Підляського воєводства Польській Короні, Венгрів був приєднаний до Польщі.

### Приватне місто. Центр протестантизму
Попри міське самоврядування Венгрів був приватним містом. Його першим власником був олмовецький єпископ Станіслав Павловський. 1476 р. місто перейшло до родини Угровських. 1506 р. Венгрів увійшов до посагу Марини Угровської, яка вийшла заміж за вітебського воєводу Януша Костевича. Від їхньої доньки Анни місто перейшло до Радзивілів, а від них до Кішок в 1558 році. 1593 р. Венгрів знову повернувся до Радзивілів, які сприяли заселенню міста емігрантами з різних частих Європи.
Найбільшого розквіту Венгрів пережив у XVI ст., що було пов'язано із ростом торгівлі збіжжям у Речі Посполитій. У XVII ст. тут була закладена купецька факторія, суконні мануфактури. Місто підтримувало тісні стосунки із Гданськом.
Від 1558 р., під патронатом Радзивілів і Кишок, Венгрів заполонили протестантські мігранти. Місто стало важливим центром Реформації в Польсько-Литовській державі. Парафіяльну церкву перетворили на кальвіністський дім зборів (1630 р. повернута католикам), були засновані лютеранські друкарня і школа. Венгрів став колискою польських братів і залишався осередком цього неоаріанського руху до 1592 р. Сюди переїхала лютеранська парафія Варшави, і саме тут, аж до 1788 р. відбувалися протестантські синоди під протекцією кальвістів-Радзивілів. Так само, в XVI ст. у Венгрові виникла невелика єврейська громада, яка розрослася настільки, що у 2-й половині ХІХ ст. бл. 62 % міщан становили юдеї.
Під час шведського потопу 1657 р. Венгрів зазнав страшних руйнувань. Місто двічі палили трансільванці Юрія Ракоці й шведи.
1886 року вперше в місті зведено православну церкву. У міжвоєнні 1918—1939 роки польська влада в рамках великої акції руйнування українських храмів на Холмщині і Підляшші знищила місцеву православну церкву.

## Населення
Демографічна структура станом на 31 березня 2011 року:
|          | Загалом | Допрацездатний вік | Працездатний вік | Постпрацездатний вік |
| -------- | ------- | ------------------ | ---------------- | -------------------- |
| Чоловіки | 6162    | 1217               | 4392             | 553                  |
| Жінки    | 6675    | 1257               | 4047             | 1371                 |
| Разом    | 12837   | 2474               | 8439             | 1924                 |

## Церкви
- Базиліка Внебовзяття (Церква св. Петра і Павла) — католицька
- Цервка св. Трійці — католицька
- Стара лютеранська церква — XVII ст.
- Цервка св. Антонія Падуанського

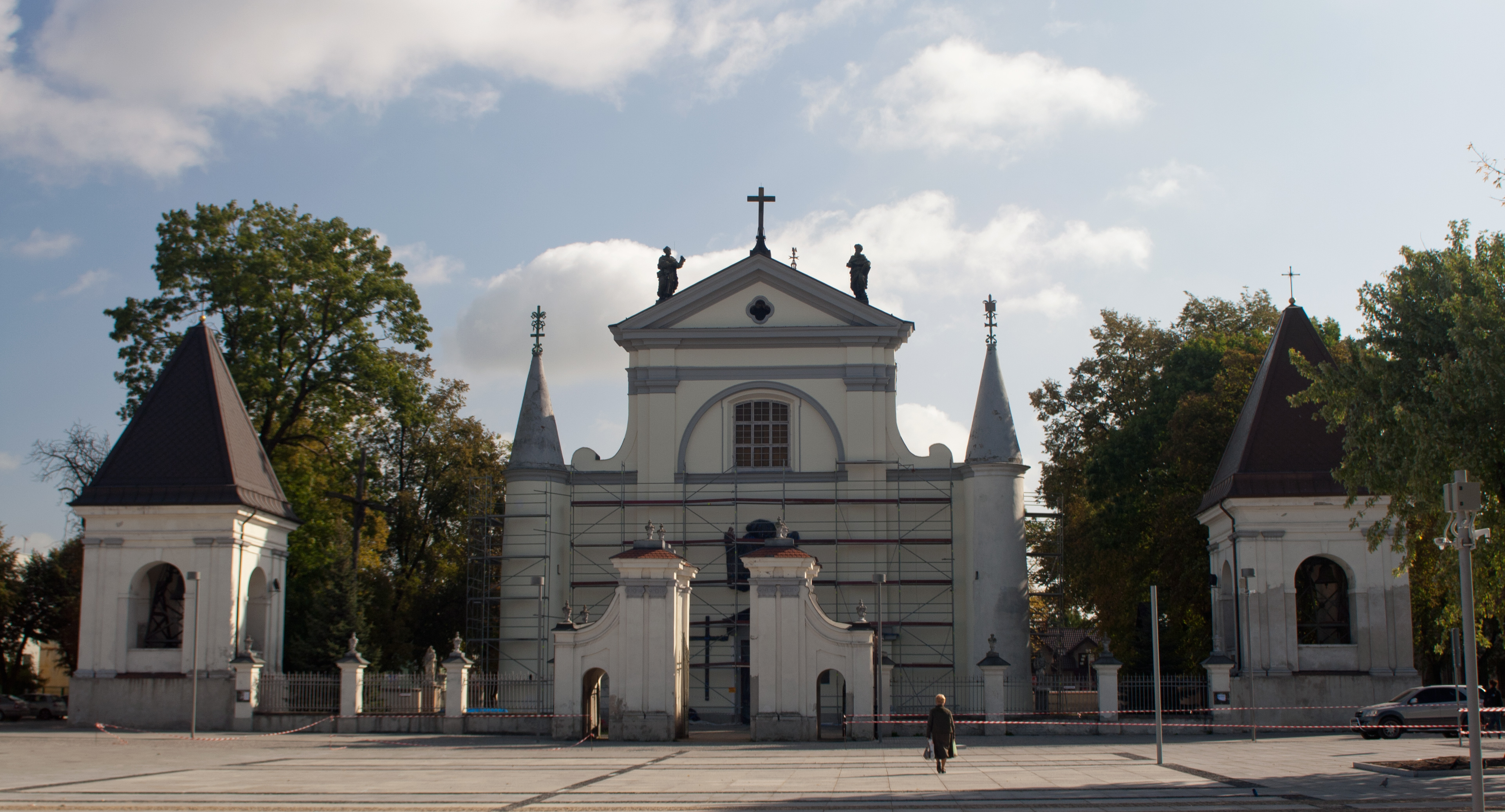
Св. Петра і Павла
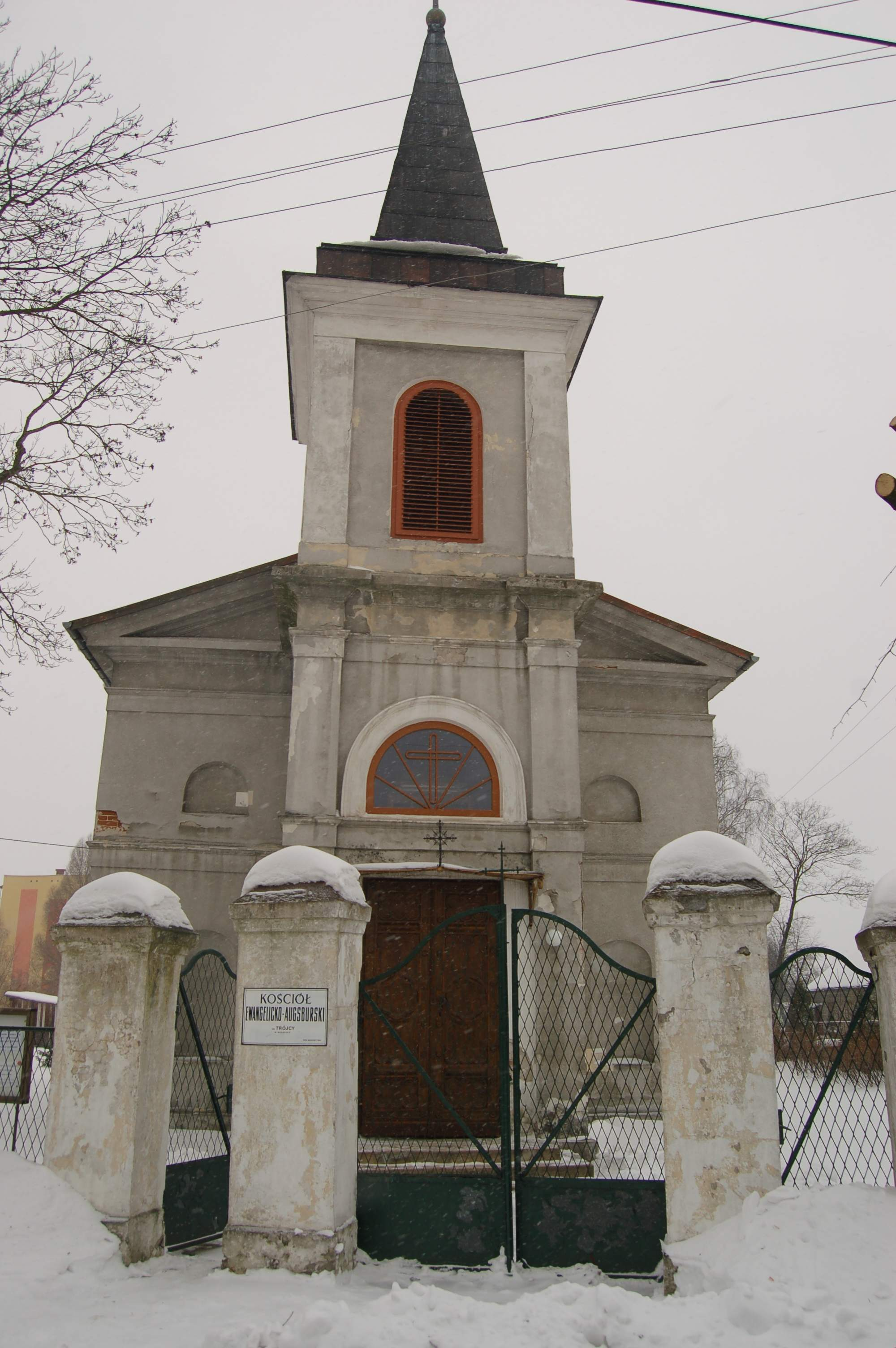
Св. Трійці
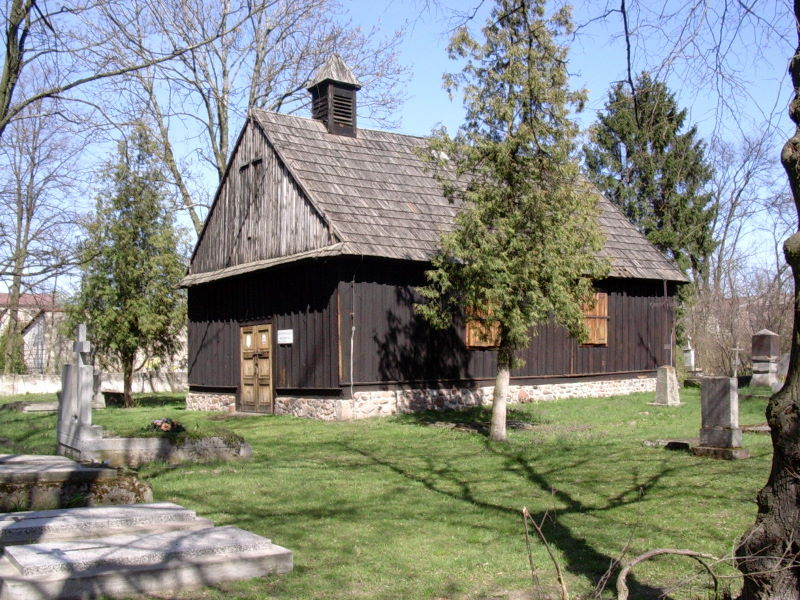
Лютеранська
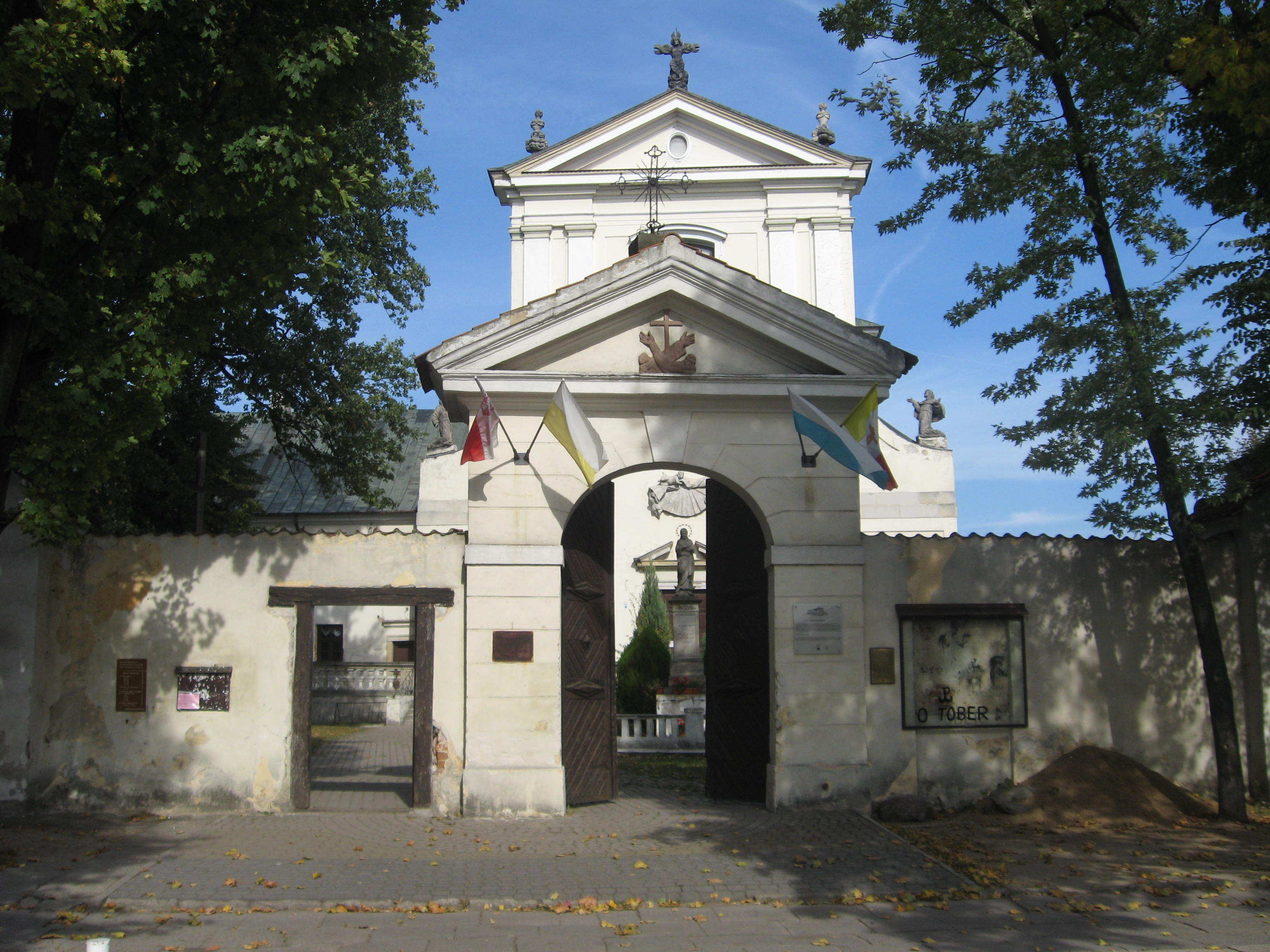
Св. Антонія Падуанського

## Відомі люди

### Уродженці
- Анхель Розенблат — венесуельсько-єврейський філолог-іспаніст.
- Косіор Станіслав (1889—1939) — більшовицький діяч.